# 224
Năm 224 là một năm trong lịch Julius. 

## Mất
- Giả Hủ